# Eutreta hespera
Eutreta hespera is een vliegensoort uit de familie van de boorvliegen (Tephritidae). De wetenschappelijke naam van de soort is voor het eerst geldig gepubliceerd in 1926 door Nathan Banks.